# Agathis longiabdominalis
Agathis longiabdominalis är en stekelart som beskrevs av Bhat och Gupta 1977. Agathis longiabdominalis ingår i släktet Agathis och familjen bracksteklar. Inga underarter finns listade i Catalogue of Life.